# Mavinitagi, Kushtagi
Mavinitagi là một làng thuộc tehsil Kushtagi, huyện Koppal, bang Karnataka, Ấn Độ.